# ستيفن نيل
ستيفن نيل (بالإنجليزية: Stephen Neal) هو لاعب كرة قدم أمريكية أمريكي، ولد في 9 أكتوبر 1976 في سان دييغو في الولايات المتحدة.

## وصلات خارجية
- ستيفن نيل على موقع مرجع كرة القدم المحترفة.كوم (الإنجليزية)
- ستيفن نيل على موقع قاعدة بيانات المصارعة الدولية (الإنجليزية)